# Watergate-skandalen
Watergate-skandalen refererer til en række begivenheder i årene fra 1972 til 1975, som fik deres navn fra det indbrud i hovedkvarteret for Demokraternes Nationalkomité, der befandt sig i Watergate-bygningskomplekset i Washington, D.C.. Indbrudstyvene viste sig at have forbindelse til CIA, til Komiteen for genvalg af præsidenten og til præsidentens nærmeste medarbejdere. Den daværende præsident Richard Nixon (republikaner) nedlagde sit embede 9. august 1974, da han efter to års stadigt stigende juridisk og politisk pres med udgangspunkt i, at han havde modarbejdet sagens opklaring, stod over for en rigsretssag. Nixon blev dermed den første amerikanske præsident, som har nedlagt sit embede.

## Baggrund
Watergate er et større kompleks af dyre lejligheder ved Potomacfloden i centrum af Washington DC. Op til præsidentvalgkampen i 1972 lejede nationalkomiteen for det demokratiske parti lokaler i dette kompleks.

## Indbruddet
Den 17. juni 1972 blev der begået et indbrud i disse lokaler, af en gruppe med tilknytning til komiteen for genvalg af præsident Richard Nixon. Indbruddet blev opdaget af en vagtmand, og gerningsmændene blev arresteret.

## Sagsbehandling
Det Hvide Hus behandlede sagen som "et tredjerangs indbrudsforsøg" og nægtede yderligere kommentarer. Alligevel kom det allerede i forhørsretten frem, at en af indbrudstyvene indtil kort tid forinden havde været ansat i CIA, og sporene begyndte ret hurtigt at pege i retning af Richard Nixon og Det Hvide Hus.
Både den juridiske og journalistiske efterforskning gik imidlertid så langsomt, at sagen fik ringe indflydelse på valgkampen. Nixon opnåede uden problemer fornyet nominering fra republikanernes side og slog derefter George McGovern overlegent ved selve valget.

## Opklaringen
Under og efter valget fortsatte en del journalister imidlertid med at grave i Watergatesagen. I en serie reportager i Washington Post og andre aviser, blev trådene knyttet mellem indbrudstyvene, cubanske eksilmiljøer i Florida, tidligere CIA-ansatte, Richard Nixon selv og til sidst Nixons nærmeste rådgivere i Det Hvide Hus.

### Rådgiverudskiftning
I marts 1973 gik flere af disse rådgivere af. I maj udpegede Nixon en speciel Watergate-efterforsker, Archibald Cox. I juli tog sagen en afgørende drejning, da Nixonrådgiveren Alexander Butterfield ved en kongreshøring røbede, at Nixon havde omfattende båndoptagelser af sine telefonsamtaler og konferencer. Cox bad om at få disse udleveret, og da han nægtede at frafalde kravet, blev han fyret ved den såkaldte lørdagsmassakre. Under denne "massakre" mistede Nixon den politiske topledelse i Justitsministeriet og en stor del af det, der var tilbage af hans politiske prestige.

### Ny efterforsker
Den nye Watergate-efterforsker viste sig imidlertid ikke væsentlig mere føjelig. I april 1974 blev en stor del af materialet fra lydbåndene offentliggjort. Dette førte til nye skandaler, dels på grund af det kompromitterende indhold, dels fordi præsidenten og hans medarbejdere ikke kunne give overbevisende forklaringer på, hvorfor der manglede bidder af afgørende samtaler.

### Magtovertaget smuldrer
Nixon klyngede sig til magten, så længe han kunne, og forsøgte blandt andet at aflede opmærksomheden gennem en række udenrigspolitiske udspil. I august 1974 var kravet om at stille ham for en rigsret imidlertid blevet så stærkt, at han fandt det nødvendigt at gå af – som den eneste præsident i USA's historie. Det er en udbredt opfattelse, at Nixon kunne have overlevet Watergate, hvis lydbåndene ikke var blevet kendt, eller hvis han havde ødelagt dette materiale.

## Nixons tilsløring
Det er aldrig blevet bevist, at Nixon kendte til indbruddet i Watergatebygningen på forhånd. Han havde imidlertid skabt et klima omkring sin egen administration og valgkamp, som opmuntrede selv hans nærmeste medarbejdere til lovbrud. Og da indbruddet blev afsløret, gjorde han, hvad han kunne, med lovlige og ulovlige midler, for at dække over enhver forbindelse mellem sig selv og Det Hvide Hus.

## Journalisternes indvirken
En væsentlig del af æren for, at Watergateafsløringerne fik så stort et omfang, tilfalder utvivlsomt de to unge Washington Post-journalister Carl Bernstein og Bob Woodward. Mere erfarne politiske journalister både på Post og andre aviser viste sig at have for stærke loyalitetsbånd overfor det etablerede system til at forfølge sporene så effektivt som de to, der stod ved siden af den nationale storpolitik.

### Deep Throat
En mere speciel faktor i sagen var, at Woodward fandt en centralt placeret kilde, den såkaldte "Deep Throat", som ved flere anledninger gav arbejdet vigtige skub fremad. Kildens identitet blev holdt hemmelig indtil 31. maj 2005, hvor Mark Felt, vicedirektør i FBI under Watergate-skandalen, afslørede sig selv som "Deep Throat". 
Watergate-afsløringerne indskriver sig i en gammel nordamerikansk tradition for "muck-raking" ("journalistik som graver i møddingen").

## Sammenligning med andre skandaler
Så at sige alle nordamerikanske præsidenter har været omgivet af skandaler af forskellige personlige og politiske slags. Watergate adskilte sig alligevel fra tidligere sager ved Nixons usædvanlige kynisme og hensynsløshed.

### Skandalen i sin samtid
Desuden udspillede dette drama sig i en periode med stigende utilfredshed med mange sider af USA's politik, nederlagene i Indokina og store skandaler omkring efterretningstjenesten – bl.a. om udstrakt indblanding i hjemlige politiske forhold samt aflytning af landets egne borgere. Midt i det hele blev Nixons vicepræsident, Spiro Agnew, tvunget til at gå af på grund af bestikkelse, han havde modtaget i sin guvernørtid i Maryland.

## Efterdønninger
Nixons efterfølger blev derfor Gerald Ford, som havde været vicepræsident siden 1973. Ford nød ikke stor opbakning i befolkningen[kilde mangler] og havde den ulempe, at han ikke var folkevalgt. Ford tabte valgkampen mod Jimmy Carter ved præsidentvalget i 1976, og blev derfor en overgangsfigur. Alligevel kom han til at indlede den proces af national forsoning og fornyet amerikansk selvtillid, som i 1980'erne fik store følger for international politik[kilde mangler].
På det politiske plan bidrog Watergateskandalen til, at Kongressen tog noget af den magt tilbage, som præsidentembedet havde erobret. Et blandt flere udtryk for dette var de store ændringer i den nordamerikanske offentlighedslov, som mod præsident Fords veto blev vedtaget i slutningen af 1974.
Efter skandalen afdækkede en offentlig granskning, ledet af senator Frank Church,  omfattende misbrug af overvågningskapacitet til politiske formål. Church advarede efterretningstjenesterne: "Jeg ved, at kapaciteten er der til at etablere det totale tyranni i Amerika. Vi må sørge for, at de tjenester, der besidder den teknologi, opererer indenfor loven og under forsvarligt tilsyn, så vi aldrig går i den afgrund. Fra den afgrund er der ingen vej tilbage." Fyrre år senere sad man med præsident Obama, som brugte netop den teknologi til at forfølge flere whistleblowere end nogen af de tidligere præsidenter – sammenlagt. 

## Medier og underholdning
I tiden efter Watergate brugte flere medier skandalen som oplæg til underholdning og inspiration til produktioner. Danske radiolyttere kunne eksempelvis i måneder glædes eller græmmes ved at høre DRs Washington-korrespondent Christian Winthers syleskarpe reportager og kommentarer om sagen. Alan J. Pakulas film Alle præsidentens mænd, bygget over Woodward og Bernsteins bog, udkom. En detalje i Robert Zemeckis' film Forrest Gump blev også hentet fra skandalen.
Filmen Frost/Nixon (2009) fortæller historien om en serie meget berømte interviews fra 1977 foretaget af den britiske journalist og talkshow-vært David Frost, hvor Nixon udspørges om alt fra udenrigspolitik til Watergate. Udgangen på det sidste ud af fire interviews, hvor Watergate er emnet, er, at Nixon modvilligt indrømmer at have handlet forkert i sin embedsførelse. Han indrømmer ikke at have handlet ulovligt eller at have haft svigagtige hensigter, men det er almindeligt anerkendt, at han her indrømmer alvorligt embedssvigt som amerikansk præsident.

## Eksterne links
- Watergate.info, website med information om baggrund og forløb af Watergate-skandalen Arkiveret 18. juni 2010 hos  Wayback Machine (engelsk)
- Udskrifter optagne telefonsamtaler Arkiveret 15. oktober 2011 hos  Wayback Machine (engelsk)